# Szupercentenárius

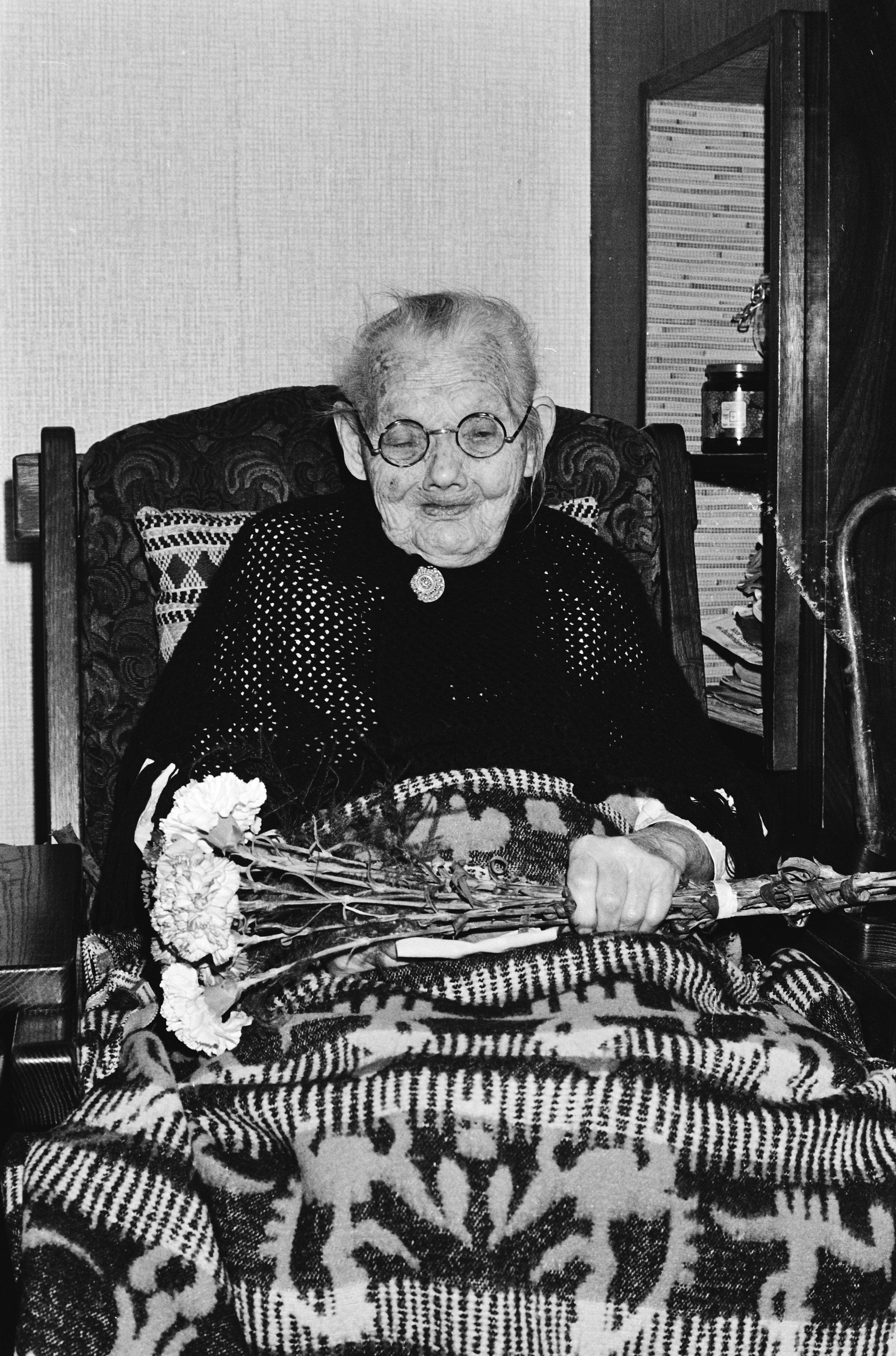
Gerarda Hurenkamp-Bosgoed 110 éves korában (1980. május 14.) volt az akkori legidősebb holland ember.

Szupercentenáriusnak (korrekorder) azokat nevezzük, akik betöltötték a 110. életévüket. Ezt a kort kb. 1000-ből egy centenárius éri el. Anderson és mások arra a következtetésre jutottak, hogy a szupercentenáriusok tipikusan az életkorral összefüggő súlyos betegségektől mentesen élnek, röviddel azelőtt, hogy elérnék a maximális emberi élettartamot.

## Előfordulása
A Gerontológiai Kutatócsoport vezeti a legrégebbi igazolt élő emberek listáját. A kutatók a centenáriusok 110 éves korig tartó 0,15% és 0,25% közötti túlélési aránya alapján úgy becsülik, hogy 300 és 450 között kellene élniük a világon. A Max Planck Demográfiai Kutatóintézet által 2010-ben végzett tanulmány 663 validált, élő és holt szupercentenáriust talált, és kimutatta, hogy azok az országok, ahol a legnagyobb a szupercentenáriusok száma (nem gyakorisága) (csökkenő sorrendben) az Egyesült Államok, Japán, Anglia, valamint Wales, Franciaország és Olaszország. Az emberiség történelmének első igazolt szupercentenáriusa a holland Geert Adriaans Boomgaard (1788–1899)  és a legmagasabb igazolt életkor csak az 1980-as években haladta meg a 115 évet.

## Etimológia
A szupercentenárius kifejezés legalább a XIX. század óta létezik. A szupercentenáriusra tett korai utalások általában egyszerűen "valaki, aki meghaladja a 100-at", de a demográfusok elfogadott kritériuma a 110 és a feletti életkor.

## Történelem
Míg a szélsőséges életkor állításai a történelem legkorábbi napjaitól fennmaradtak, a Guinness-világrekordok által elfogadott legkorábbi szupercentenárius a holland Thomas Peters (állítólag 1745–1857). Az olyan tudósok, mint például a francia demográfus, Jean-Marie Robine, ugyanakkor a szintén holland Geert Adriaans Boomgaardot tartják az első ellenőrizhető esetnek, aki 1898-ban töltötte be 110. életévét, mivel a Petersre vonatkozó állítólagos bizonyítékok elvesztek. Az angol William Hiseland (állítólag 1620–1732) 112 éves bizonyítékai nem felelnek meg a Guinness-világrekord által előírt követelményeknek. A norvég egyházi feljegyzések szerint, melyek pontossága vitatható, számos szupercentenárius lakott Norvégia dél-középső részén a 16. és 17. században, köztük Johannes Torpe (1549–1664) és Knud Erlandson Etun (1659–1770), akik mindketten Valdresben éltek.
1902-ben az 1792-ben született Margaret Ann Neve lett az első igazolt női szupercentenárius. A francia Jeanne Calment, aki 1997-ben halt meg 122 évesen és 164 naposan, dokumentáltan a leghosszabb emberi élettartalommal bírt. A valaha igazolt legidősebb férfi a japán Kimura Dzsiróemon, aki 2013-ban halt meg 116 éves és 54 napos korában. 
Több mint 1500 szupercentenáriust dokumentáltak a történelemben. Sok más személy azt állította, hogy 110 éves koráig élt, de az igénylők többségének nincs elegendő okirati igazolása az érvényesítéshez. Ez lassan változik, mivel a születési anyakönyvezés után születettek több országban és településen elérték a szupercentenárius kort.
| 1.  | Ethel Caterham              | 1909. augusztus 21.  | (115 éves) | Egyesült Királyság        |
| 2.  | Marie-Rose Tessier          | 1910. május 21.      | (115 éves) | Franciaország             |
| 3.  | Naomi Whitehead             | 1910. szeptember 26. | (114 éves) | Amerikai Egyesült Államok |
| 4.  | Izabel Rosa Pereira         | 1910. október 13.    | (114 éves) | Brazília                  |
| 5.  | Lucia Laura Sangenito       | 1910. november 22.   | (114 éves) | Olaszország               |
| 6.  | Andrée Bertoletto           | 1911. január 1.      | (114 éves) | Franciaország             |
| 7.  | Yolanda Beltrão de Azevedo  | 1911. január 13.     | (114 éves) | Brazília                  |
| 8.  | Hiroyasu Miyoko             | 1911. január 23.     | (114 éves) | Japán                     |
| 9.  | Maria Paschoalina de Castro | 1911. május 2.       | (114 éves) | Brazília                  |
| 10. | Mary Harris                 | 1911. május 23.      | (114 éves) | Amerikai Egyesült Államok |

| #   | Név                   | Nem | Születési dátum      | Elhunyt              | Kor             | Ország                    |
| --- | --------------------- | --- | -------------------- | -------------------- | --------------- | ------------------------- |
| 1.  | Jeanne Calment        | N   | 1875. február 21.    | 1997. augusztus 4.   | 122 év, 164 nap | Franciaország             |
| 2.  | Tanaka Kane           | N   | 1903. január 2.      | 2022. április 19.    | 119 év, 107 nap | Japán                     |
| 3.  | Sarah Knauss          | N   | 1880. szeptember 24. | 1999. december 30.   | 119 év, 97 nap  | Amerikai Egyesült Államok |
| 4.  | Lucile Randon         | N   | 1904. február 11.    | 2023. január 17.     | 118 év, 340 nap | Franciaország             |
| 5.  | Tadzsima Nabi         | N   | 1900. augusztus 4.   | 2018. április 21.    | 117 év, 260 nap | Japán                     |
| 6.  | Marie-Louise Meilleur | N   | 1880. augusztus 29.  | 1998. április 16.    | 117 év, 230 nap | Kanada                    |
| 7.  | Violet Brown          | N   | 1900. március 10.    | 2017. szeptember 15. | 117 év, 189 nap | Jamaica                   |
| 8.  | Maria Branyas Morera  | N   | 1907. március 4.     | 2024. augusztus 19.  | 117 év, 168 nap | Spanyolország             |
| 9.  | Emma Morano           | N   | 1899. november 29.   | 2017. április 15.    | 117 év, 137 nap | Olaszország               |
| 10. | Mijako Csijo          | N   | 1901. május 2.       | 2018. július 22.     | 117 év, 81 nap  | Japán                     |

## Magyarországon
Ismert szupercentenáriusok
| Juhász Árpádné | 1914. május 14. (111 éves)   |
| Csap Leventéné | 1917. április 14. (108 éves) |
| Anonymous      | 1918. február 8. (107 éves)  |

| Czóbel László      | 1918. október (106 éves)     |
| Dr. Illéssy Mátyás | 1918. november 8. (106 éves) |
| Marosi László      | 1919. április 24. (106 éves) |

| #  | Név                             | Születési dátum            | Elhunyt                    | Kor                        | Megjegyzés                                                                           |
| -- | ------------------------------- | -------------------------- | -------------------------- | -------------------------- | ------------------------------------------------------------------------------------ |
| 1  | Zsilinszki Veronika             | 1908. február 4.           | 2021. április 20.          | 113 év, 75 nap             | 2018. november 3. és 2021. április 20. között Magyarország legidősebb állampolgára.  |
| 2  | Fejes Istvánné Soltész Erzsébet | 1911. február 15.          | 2022. december 18.         | 111 év, 305 nap            | 2021. április 20. és 2022. december 18. között Magyarország legidősebb állampolgára. |
| 3  | Bélik Jánosné Piláth Katalin    | 1907. szeptember 17.       | 2018. november 3.          | 111 év, 47 nap             | 2017. május 13. és 2018. november 3. között Magyarország legidősebb állampolgára.    |
| 4  | Egyedi Imréné Höffner Mária     | 1905. június 20.           | 2016. július 20.           | 111 év, 40 nap.            | 2014. szeptember 25 és 2016. július 20. között Magyarország legidősebb állampolgára. |
| 5  | Juhász Árpádné                  | 1914. május 14. (111 éves) | 1914. május 14. (111 éves) | 1914. május 14. (111 éves) | 2022. december 18. óta Magyarország legidősebb állampolgára.                         |
| 6  | Kerner Jánosné Szondi Mária     | 1909. december 23.         | 2020. december 21.         | 110 év, 364 nap            | [ 12 ] [ 16 ]                                                                        |
| 7  | Kudász Jánosné Guba Ilona       | 1902. április 27.          | 2013. március 19.          | 110 év, 326 nap            |                                                                                      |
| 8  | Gallai Rezső                    | 1904. január 29.           | 2014. szeptember 25.       | 110 év, 239 nap            | 2010-től 2014-ig Magyarország legidősebb férfi állampolgára.                         |
| 9  | Kovács Dezsőné Balogh Margit    | 1906. szeptember 25.       | 2017. május 13.            | 110 év, 230 nap            | [ 18 ]                                                                               |
| 10 | Csiki Sándorné Földes Rozália   | 1894. január 18.           | 2004. július 20.           | 110 év, 184 nap            | 2004-ben Magyarország legidősebb állampolgára.                                       |
| 11 | Varga Jánosné Füller Mária      | 1895. március 10.          | 2005. augusztus 11.        | 110 év, 154 nap            |                                                                                      |
| 12 | Brandeisz Elza                  | 1907. szeptember 18.       | 2018. január 6.            | 110 év, 110 nap            |                                                                                      |
| 13 | Szűcs Józsefné Slotka Erzsébet  | 1890. október 28.          | 2000. december 17.         | 110 év, 50 nap             |                                                                                      |

- Sztrecho Boldizsárné Filkor Mária (?1866. augusztus 2. – 1978. július 7.) születési dátuma nem bizonyított.
- Ocskai Rudolfné Mucha Anna (1911. augusztus 13. – 2021. január 30.)[20][21]

## Magyarok a világ más országaiban
- Stefán Andrásné Molnár Erzsébet (Elizabeth Stefan) (Szabolcsveresmart, 1895. május 13. – Norwalk, Connecticut, USA, 2008. április 9.)
- Obermáyer Vinczéné Barczal Ilona (Helen Obermayer) (Bakonybél, 1879. január 20. – Coral Springs, Florida, USA, 1991. november 20.)
- Sárosy Zoltán (Zoltan Sarosy; Budapest, 1906. augusztus 23. – Toronto, Kanada, 2017. június 19.)

## Lásd még
- Századik életévüket betöltött személyek